# Olympische Sommerspiele 2024/Teilnehmer (Niederlande)
| Gelbes Symbol für Goldmedaillen mit stilisierten Olympischen Ringen | Graues Symbol für Silbermedaillen mit stilisierten Olympischen Ringen | Braundes Symbol für Bronzemedaillen mit stilisierten Olympischen Ringen |
| ------------------------------------------------------------------- | --------------------------------------------------------------------- | ----------------------------------------------------------------------- |
| 15                                                                  | 7                                                                     | 12                                                                      |

Die Niederlande nahmen an den Olympischen Spielen 2024 vom 26. Juli bis zum 11. August 2024 in Paris mit 270 Athleten (108 Männer und 162 Frauen) teil. Es war die insgesamt 28. Teilnahme an Olympischen Sommerspielen.

## Medaillen

### Medaillenspiegel
| Rang   | Sportart       | Gold | Silber | Bronze | Gesamt |
| ------ | -------------- | ---- | ------ | ------ | ------ |
| 1      | Rudern         | 4    | 3      | 1      | 8      |
| 2      | Radsport       | 3    | 3      | 1      | 7      |
| 3      | Leichtathletik | 2    | 1      | 3      | 6      |
| 4      | Segeln         | 2    | 0      | 2      | 4      |
| 5      | Hockey         | 2    | 0      | 0      | 2      |
| 6      | Schwimmen      | 1    | 0      | 3      | 4      |
| 7      | 3×3-Basketball | 1    | 0      | 0      | 1      |
| 8      | Reiten         | 0    | 0      | 1      | 1      |
| 8      | Wasserball     | 0    | 0      | 1      | 1      |
| Gesamt | Gesamt         | 15   | 7      | 12     | 34     |

### Medaillengewinner
| Name/n | Sportart          | Wettkampf              |
| --- | ----------------- | ---------------------- |
| Gold |                   |                        |
| Worthy de Jong Arvin Slagter Jan Driessen Dimeo van der Horst | 3×3-Basketball    | Männer                 |
| Xan de Waard Anne Veenendaal Luna Fokke Freeke Moes Lisa Post Yibbi Jansen Renée van Laarhoven Felice Albers Maria Verschoor Sanne Koolen Frédérique Matla Joosje Burg Marleen Jochems Pien Sanders Marijn Veen Laura Nunnink Pien Dicke                               | Hockey            | Frauen                 |
| Thierry Brinkman Jip Janssen Lars Balk Jonas de Geus Thijs van Dam Seve van Ass Jorrit Croon Justen Blok Derck de Vilder Floris Wortelboer Tjep Hoedemakers Koen Bijen Joep de Mol Pirmin Blaak Tijmen Reyenga Duco Telgenkamp Floris Middendorp Steijn van Heijningen | Hockey            | Männer                 |
| Sifan Hassan | Leichtathletik    | Marathon               |
| Eugene Omalla Lieke Klaver Isaya Klein Ikkink Cathelijn Peeters (Vorlauf) Femke Bol (Finale) | Leichtathletik    | 4 × 400 m              |
| Roy van den Berg Jeffrey Hoogland Harrie Lavreysen | Radsport          | Teamsprint             |
| Harrie Lavreysen | Radsport          | Sprint                 |
| Harrie Lavreysen | Radsport          | Keirin                 |
| Karolien Florijn | Rudern            | Einer                  |
| Ymkje Clevering Veronique Meester | Rudern            | Zweier ohne Steuerfrau |
| Benthe Boonstra Hermijntje Drenth Tinka Offereins Marloes Oldenburg | Rudern            | Vierer ohne Steuerfrau |
| Lennart van Lierop Finn Florijn Tone Wieten Koen Metsemakers | Rudern            | Doppelvierer           |
| Sharon van Rouwendaal | Schwimmen         | 10 km Freiwasser       |
| Marit Bouwmeester | Segeln            | Laser Radial           |
| Odile van Aanholt Annette Duetz | Segeln            | 49erFX                 |
| Silber |                   |                        |
| Lisanne de Witte Lieke Klaver Eveline Saalberg (Vorlauf) Myrte van der Schoot (Vorlauf) Femke Bol (Finale) Cathelijn Peeters (Finale) | Leichtathletik    | 4 × 400 m              |
| Hetty van de Wouw | Radsport          | Keirin                 |
| Marianne Vos | Radsport          | Straßenrennen          |
| Manon Veenstra | Radsport          | BMX-Rennen             |
| Laila Youssifou Bente Paulis Roos de Jong Tessa Dullemans | Rudern            | Doppelvierer           |
| Melvin Twellaar Stef Broenink | Rudern            | Doppelzweier           |
| Ralf Rienks Olav Molenaar Sander de Graaf Ruben Knab Gert-Jan van Doorn Jacob van de Kerkhof Jan van der Bij Mick Makker Dieuwke Fetter | Rudern            | Achter                 |
| Bronze |                   |                        |
| Sifan Hassan | Leichtathletik    | 5000 m                 |
| Sifan Hassan | Leichtathletik    | 10.000 m               |
| Femke Bol | Leichtathletik    | 400 m Hürden           |
| Lisa van Belle Maike van der Duin | Radsport          | Madison                |
| Maikel van der Vleuten mit Beauville Z | Reiten            | Einzel                 |
| Simon van Dorp | Rudern            | Einer                  |
| Tes Schouten | Schwimmen         | 200 m Brust            |
| Caspar Corbeau | Schwimmen         | 200 m Brust            |
| Luuc van Opzeeland | Segeln            | Windsurfen iQFoiL      |
| Annelous Lammerts | Segeln            | Formula Kite           |
| Bregje de Brouwer Noortje de Brouwer | Synchronschwimmen | Duett                  |
| Laura Aarts Iris Wolves Brigitte Sleeking Sabrina van der Sloot Maartje Keuning Simone van de Kraats Bente Rogge Vivian Sevenich Kitty-Lynn Joustra Lieke Rogge Lola Moolhuijzen Nina ten Broek Sarah Buis                                                             | Wasserball        | Frauen                 |

## Teilnehmer nach Sportarten

### Badminton
Über die Race-to-Paris-Rangliste hatte sich das Mixed Doppel Tabeling / Piek qualifiziert.
| Athleten                   | Wettbewerb | Gruppenphase                         | Gruppenphase | Gruppenphase | Gruppenphase | Achtelfinale | Achtelfinale | Viertelfinale | Viertelfinale | Halbfinale    | Halbfinale    | Finale / Platz 3 | Finale / Platz 3 | Rang |
| Athleten                   | Wettbewerb | Gegner                               | Ergebnis     | Punkte       | Rang         | Gegner       | Ergebnis     | Gegner        | Ergebnis      | Gegner        | Ergebnis      | Gegner           | Ergebnis         | Rang |
| -------------------------- | ---------- | ------------------------------------ | ------------ | ------------ | ------------ | ------------ | ------------ | ------------- | ------------- | ------------- | ------------- | ---------------- | ---------------- | ---- |
| Mixed                      |            |                                      |              |              |              |              |              |               |               |               |               |                  |                  |      |
| Robin Tabeling Selena Piek | Doppel     | D. Puavaranukroh / S. Taerattanachai | 14:21, 16:21 | 1            | 3            | —            | —            | ausgeschieden | ausgeschieden | ausgeschieden | ausgeschieden | ausgeschieden    | ausgeschieden    | 9    |
| Robin Tabeling Selena Piek | Doppel     | Seo S.-j. / Chae Y.-j.               | 16:21, 12:21 | 1            | 3            | —            | —            | ausgeschieden | ausgeschieden | ausgeschieden | ausgeschieden | ausgeschieden    | ausgeschieden    | 9    |
| Robin Tabeling Selena Piek | Doppel     | K. Mammeri / T. Mammeri              | 21:18, 21:9  | 1            | 3            | —            | —            | ausgeschieden | ausgeschieden | ausgeschieden | ausgeschieden | ausgeschieden    | ausgeschieden    | 9    |

### Basketball
Über das FIBA Universality Olympic Qualifying Tournament 2 in Utsunomiya hatten sich die niederländischen 3×3-Männer für das olympische Turnier qualifiziert.

#### 3×3-Basketball
| Wettbewerb   | Männer |
| ------------ | --- |
| Athleten     | Worthy de Jong Arvin Slagter Jan Driessen Dimeo van der Horst                                                             |
| Gruppenphase | China (21–16) Lettland (12–21) Serbien (19–21) Frankreich (20–13) Polen (21–17) Litauen (19–18) Vereinigte Staaten (21–6) |
| Play-in      | Freilos als Vorrundenzweiter                                                                                              |
| Halbfinale   | Litauen (20–9) |
| Finale       | Frankreich (18–17) |
| Rang         | Gold |

### Beachvolleyball
Über das olympische Qualifikationsranking qualifizierten sich bei den Männern zwei Teams und bei den Frauen ein Duo für die Olympischen Spiele. Durch den Sieg beim CEV Beachvolleyball Nations Cup 2024 erhielt man eigentlich auch bei den Frauen einen zweiten Startplatz. Da jedoch keine der niederländischen Spielerinnen die Vorgaben des Nederlands Olympisch Comité erfüllte, verzichtete die Organisation auf den Platz, der damit an Tschechien fiel.
| Athleten                           | Gruppenphase            | Gruppenphase              | Gruppenphase | Gruppenphase | Achtelfinale        | Achtelfinale              | Viertelfinale    | Viertelfinale      | Halbfinale    | Halbfinale    | Finale / Platz 3 | Finale / Platz 3 | Rang |
| Athleten                           | Gegner                  | Ergebnis                  | Punkte       | Rang         | Gegner              | Ergebnis                  | Gegner           | Ergebnis           | Gegner        | Ergebnis      | Gegner           | Ergebnis         | Rang |
| ---------------------------------- | ----------------------- | ------------------------- | ------------ | ------------ | ------------------- | ------------------------- | ---------------- | ------------------ | ------------- | ------------- | ---------------- | ---------------- | ---- |
| Frauen                             |                         |                           |              |              |                     |                           |                  |                    |               |               |                  |                  |      |
| Katja Stam Raïsa Schoon            | Paulikienė / Raupelytė  | 2:0 (21:19, 21:17)        | 5            | 2            | Álvarez / Moreno    | 1:2 (21:18, 19:21, 13:15) | ausgeschieden    | ausgeschieden      | ausgeschieden | ausgeschieden | ausgeschieden    | ausgeschieden    | 9    |
| Katja Stam Raïsa Schoon            | Akiko / Ishii           | 2:0 (21:16, 21:14)        | 5            | 2            | Álvarez / Moreno    | 1:2 (21:18, 19:21, 13:15) | ausgeschieden    | ausgeschieden      | ausgeschieden | ausgeschieden | ausgeschieden    | ausgeschieden    | 9    |
| Katja Stam Raïsa Schoon            | Carol / Barbara         | 1:2 (21:16, 17:21, 17:19) | 5            | 2            | Álvarez / Moreno    | 1:2 (21:18, 19:21, 13:15) | ausgeschieden    | ausgeschieden      | ausgeschieden | ausgeschieden | ausgeschieden    | ausgeschieden    | 9    |
| Männer                             |                         |                           |              |              |                     |                           |                  |                    |               |               |                  |                  |      |
| Stefan Boermans Yorick de Groot    | Herrera / Gavira        | 2:0 (21:15, 21:15)        | 6            | 1            | Perušič / Schweiner | 2:0 (21:18, 21:16)        | Ehlers / Wickler | 0:2 (20:22, 15:21) | ausgeschieden | ausgeschieden | ausgeschieden    | ausgeschieden    | 5    |
| Stefan Boermans Yorick de Groot    | Evans / Budinger        | 2:0 (21:13, 21:15)        | 6            | 1            | Perušič / Schweiner | 2:0 (21:18, 21:16)        | Ehlers / Wickler | 0:2 (20:22, 15:21) | ausgeschieden | ausgeschieden | ausgeschieden    | ausgeschieden    | 5    |
| Stefan Boermans Yorick de Groot    | Krou / Gauthier-Rat     | 2:0 (21:15, 21:16)        | 6            | 1            | Perušič / Schweiner | 2:0 (21:18, 21:16)        | Ehlers / Wickler | 0:2 (20:22, 15:21) | ausgeschieden | ausgeschieden | ausgeschieden    | ausgeschieden    | 5    |
| Steven van de Velde Matthew Immers | Ranghieri / Carambula   | 1:2 (20:22, 21:19, 13:15) | 4            | 2            | Evandro / Arthur    | 0:2 (16:21, 16:21)        | ausgeschieden    | ausgeschieden      | ausgeschieden | ausgeschieden | ausgeschieden    | ausgeschieden    | 9    |
| Steven van de Velde Matthew Immers | M. Grimalt / E. Grimalt | 2:0 (21:19, 21:16)        | 4            | 2            | Evandro / Arthur    | 0:2 (16:21, 16:21)        | ausgeschieden    | ausgeschieden      | ausgeschieden | ausgeschieden | ausgeschieden    | ausgeschieden    | 9    |
| Steven van de Velde Matthew Immers | A. Mol / Sørum          | 0:2 (16:21, 19:21)        | 4            | 2            | Evandro / Arthur    | 0:2 (16:21, 16:21)        | ausgeschieden    | ausgeschieden      | ausgeschieden | ausgeschieden | ausgeschieden    | ausgeschieden    | 9    |

### Bogenschießen
Der niederländischen Frauenmannschaft gelang die Qualifikation für den Mannschaftswettbewerb beim europäischen Qualifikationsturnier in Essen. Somit waren auch im Einzel der Bogenschützinnen startberechtigt. Bei den Europameisterschaften 2024 konnte zudem ein Startplatz im Einzel der Männer erreicht werden, sodass man auch im Mixed an den Start gehen kann.
| Athleten                                                | Wettbewerb | Qualifikation | Qualifikation | 1. Runde      | 1. Runde | 2. Runde      | 2. Runde      | Achtelfinale  | Achtelfinale  | Viertelfinale | Viertelfinale | Halbfinale    | Halbfinale    | Finale / Platz 3 | Finale / Platz 3 | Rang |
| Athleten                                                | Wettbewerb | Ringe         | Rang          | Gegner        | Ergebnis | Gegner        | Ergebnis      | Gegner        | Ergebnis      | Gegner        | Ergebnis      | Gegner        | Ergebnis      | Gegner           | Ergebnis         | Rang |
| ------------------------------------------------------- | ---------- | ------------- | ------------- | ------------- | -------- | ------------- | ------------- | ------------- | ------------- | ------------- | ------------- | ------------- | ------------- | ---------------- | ---------------- | ---- |
| Frauen                                                  |            |               |               |               |          |               |               |               |               |               |               |               |               |                  |                  |      |
| Quinty Roeffen                                          | Einzel     | 625           | 55            | E. Straka     | 6:4      | D. Kumari     | 2:6           | ausgeschieden | ausgeschieden | ausgeschieden | ausgeschieden | ausgeschieden | ausgeschieden | ausgeschieden    | ausgeschieden    | 17   |
| Gabriela Schloesser                                     | Einzel     | 649           | 35            | L. Barbelin   | 2:6      | ausgeschieden | ausgeschieden | ausgeschieden | ausgeschieden | ausgeschieden | ausgeschieden | ausgeschieden | ausgeschieden | ausgeschieden    | ausgeschieden    | 33   |
| Laura van der Winkel                                    | Einzel     | 623           | 59            | D. Choirunisa | 1:7      | ausgeschieden | ausgeschieden | ausgeschieden | ausgeschieden | ausgeschieden | ausgeschieden | ausgeschieden | ausgeschieden | ausgeschieden    | ausgeschieden    | 33   |
| Quinty Roeffen Gabriela Schloesser Laura van der Winkel | Mannschaft | 1897          | 12            | —             | —        | —             | —             | Frankreich    | 6:0           | Indien        | 6:0           | Südkorea      | 4:5           | Mexiko           | 2:6              | 4    |
| Männer                                                  |            |               |               |               |          |               |               |               |               |               |               |               |               |                  |                  |      |
| Steve Wijler                                            | Einzel     | 668           | 23            | R. Dror       | 6:2      | U. B. Tümer   | 2:6           | ausgeschieden | ausgeschieden | ausgeschieden | ausgeschieden | ausgeschieden | ausgeschieden | ausgeschieden    | ausgeschieden    | 17   |
| Mixed                                                   |            |               |               |               |          |               |               |               |               |               |               |               |               |                  |                  |      |
| Gabriela Schloesser Steve Wijler                        | Mannschaft | 1317          | 17            | —             | —        | —             | —             | ausgeschieden | ausgeschieden | ausgeschieden | ausgeschieden | ausgeschieden | ausgeschieden | ausgeschieden    | ausgeschieden    | 17   |

### Boxen
Beim ersten internationalen Qualifikationsturnier gewann Chelsey Heijnen einen Startplatz für die Olympischen Spiele.
| Athleten        | Wettbewerb       | Achtelfinale | Achtelfinale | Viertelfinale | Viertelfinale | Halbfinale    | Halbfinale    | Finale        | Finale        | Rang |
| Athleten        | Wettbewerb       | Gegner       | Ergebnis     | Gegner        | Ergebnis      | Gegner        | Ergebnis      | Gegner        | Ergebnis      | Rang |
| --------------- | ---------------- | ------------ | ------------ | ------------- | ------------- | ------------- | ------------- | ------------- | ------------- | ---- |
| Frauen          |                  |              |              |               |               |               |               |               |               |      |
| Chelsey Heijnen | Klasse bis 60 kg | Won U.-y.    | 4:1          | B. Ferreira   | 0:5           | ausgeschieden | ausgeschieden | ausgeschieden | ausgeschieden | 5    |

### Breaking
Für die olympische Premiere der Sportart qualifizierte sich B-Girl India bei den Europaspielen 2023. Zwei weitere Athleten kamen bei der olympischen Qualifikationsserie hinzu.
| Athleten               | Wettbewerb | Qualifikation | Qualifikation | Viertelfinale       | Viertelfinale | Halbfinale    | Halbfinale    | Finale / Platz 3 | Finale / Platz 3 | Rang |
| Athleten               | Wettbewerb | Punkte        | Rang          | Gegner              | Ergebnis      | Gegner        | Ergebnis      | Gegner           | Ergebnis         | Rang |
| ---------------------- | ---------- | ------------- | ------------- | ------------------- | ------------- | ------------- | ------------- | ---------------- | ---------------- | ---- |
| Frauen                 |            |               |               |                     |               |               |               |                  |                  |      |
| India Sardjoe (India)  | B-Girls    | 6             | 1             | A. Fukushima Ayumi  | 2:1           | A. Yuasa Ami  | 1:2           | Liu Q. 671       | 1:2              | 4    |
| Männer                 |            |               |               |                     |               |               |               |                  |                  |      |
| Lee-Lou Demierre (Lee) | B-Boys     | 4             | 2             | P. Kim Phil Wizard  | 0:3           | ausgeschieden | ausgeschieden | ausgeschieden    | ausgeschieden    | 6    |
| Menno van Gorp (Menno) | B-Boys     | 6             | 1             | S. Nakarai Shigekix | 0:3           | ausgeschieden | ausgeschieden | ausgeschieden    | ausgeschieden    | 7    |

### Fechten
Durch seinen Sieg beim europäischen Qualifikationsturnier in Differdingen qualifizierte sich Tristan Tulen für seine ersten Olympischen Spiele.
| Athleten      | Wettbewerb   | 1. Runde | 1. Runde | 2. Runde   | 2. Runde | Achtelfinale  | Achtelfinale  | Viertelfinale | Viertelfinale | Halbfinale / Klassifikation | Halbfinale / Klassifikation | Finale / Platzierung | Finale / Platzierung | Rang |
| Athleten      | Wettbewerb   | Gegner   | Ergebnis | Gegner     | Ergebnis | Gegner        | Ergebnis      | Gegner        | Ergebnis      | Gegner                      | Ergebnis                    | Gegner               | Ergebnis             | Rang |
| ------------- | ------------ | -------- | -------- | ---------- | -------- | ------------- | ------------- | ------------- | ------------- | --------------------------- | --------------------------- | -------------------- | -------------------- | ---- |
| Männer        |              |          |          |            |          |               |               |               |               |                             |                             |                      |                      |      |
| Tristan Tulen | Degen Einzel | Freilos  | Freilos  | F. Vismara | 11:15    | ausgeschieden | ausgeschieden | ausgeschieden | ausgeschieden | ausgeschieden               | ausgeschieden               | ausgeschieden        | ausgeschieden        | 27   |

### Golf
Über das Olympic Golf Ranking der IGF qualifizierte sich eine niederländische Golferin für die Olympischen Spiele.
| Athleten     | Runde 1 | Runde 2 | Runde 3 | Runde 4 | Gesamt | Par | Rang |
| ------------ | ------- | ------- | ------- | ------- | ------ | --- | ---- |
| Frauen       |         |         |         |         |        |     |      |
| Anne van Dam | 75      | 74      | 78      | 72      | 299    | +11 | 44   |

### Handball
Über das Qualifikationsturnier im spanischen Torrevieja qualifizierten sich die niederländischen Frauen zum dritten Mal in Folge für die Olympischen Spiele.
| Wettbewerb    | Frauen |
| ------------- | --- |
| Athleten      | Lois Abbingh (6 Spiele, 26 Tore) Rinka Duijndam (6 Spiele, 20 Paraden) Kelly Dulfer (6 Spiele, 6 Tore) Tamara Haggerty (6 Spiele, 7 Tore) Laura van der Heijden (6 Spiele, 7 Tore) Judith van der Helm (6 Spiele, 0 Tore) Yara ten Holte (6 Spiele, 53 Paraden) Dione Housheer (6 Spiele, 30 Tore) Angela Malestein (6 Spiele, 34 Tore) Kim Molenaar (6 Spiele, 1 Tor) Larissa Nüsser (6 Spiele, 7 Tore) Estavana Polman (6 Spiele, 21 Tore) Nikita van der Vliet (6 Spiele, 12 Tore) Bo van Wetering (6 Spiele, 26 Tore) |
| Trainer       | Per Johansson |
| Gruppenphase  | Angola (34:31) Frankreich (28:32) Spanien (29:24) Brasilien (31:24) Ungarn (30:26) |
| Viertelfinale | Dänemark (25:29) |
| Halbfinale    | ausgeschieden |
| Finale        | ausgeschieden |
| Rang          | 5 |

### Hockey
Durch die jeweiligen Titelgewinne bei den Europameisterschaften 2023 in Mönchengladbach qualifizierten sich beide Teams für die olympischen Turniere.
| Wettbewerb    | Frauen | Männer |
| ------------- | --- | --- |
| Athleten      | Xan de Waard Anne Veenendaal Luna Fokke Freeke Moes Lisa Post Yibbi Jansen Renée van Laarhoven Felice Albers Maria Verschoor Sanne Koolen Frédérique Matla Joosje Burg Marleen Jochems Pien Sanders Marijn Veen Laura Nunnink Pien Dicke | Thierry Brinkman Jip Janssen Lars Balk Jonas de Geus Thijs van Dam Seve van Ass Jorrit Croon Justen Blok Derck de Vilder Floris Wortelboer Tjep Hoedemakers Koen Bijen Joep de Mol Pirmin Blaak Tijmen Reyenga Duco Telgenkamp Floris Middendorp Steijn van Heijningen |
| Trainer       | Paul van Ass | Jeroen Delmee |
| Gruppenphase  | Frankreich (6:2) Deutschland (2:1) China (3:0) Belgien (3:1) Japan (5:1) | Südafrika (5:3) Frankreich (4:0) Großbritannien (2:2) Deutschland (0:1) Spanien (5:3) |
| Viertelfinale | Großbritannien (3:1) | Australien (2:0) |
| Halbfinale    | Argentinien (3:0) | Spanien (4:0) |
| Finale        | China (1:1, 3:1 PSO) | Deutschland (1:1, 3:1 PSO) |
| Rang          | Gold | Gold |

### Judo
Über die IJF-Weltrangliste konnten sich zehn niederländische Judokas qualifizieren. Durch die Qualifikation in den entsprechenden Gewichtsklassen konnte auch ein Mixed-Team an den Start gehen.
| Athleten | Wettbewerb         | 1. Runde   | 1. Runde | 2. Runde | 2. Runde | Achtelfinale     | Achtelfinale  | Viertelfinale | Viertelfinale | Halbfinale / Trostrunde | Halbfinale / Trostrunde | Finale / Platz 3 | Finale / Platz 3 | Rang |
| Athleten | Wettbewerb         | Gegner     | Ergebnis | Gegner   | Ergebnis | Gegner           | Ergebnis      | Gegner        | Ergebnis      | Gegner                  | Ergebnis                | Gegner           | Ergebnis         | Rang |
| --- | ------------------ | ---------- | -------- | -------- | -------- | ---------------- | ------------- | ------------- | ------------- | ----------------------- | ----------------------- | ---------------- | ---------------- | ---- |
| Frauen |                    |            |          |          |          |                  |               |               |               |                         |                         |                  |                  |      |
| Julie Beurskens | Klasse bis 57 kg   | P. Starke  | 1s3:11s1 | —        | —        | ausgeschieden    | ausgeschieden | ausgeschieden | ausgeschieden | ausgeschieden           | ausgeschieden           | ausgeschieden    | ausgeschieden    | 17   |
| Joanne van Lieshout | Klasse bis 63 kg   | Freilos    | Freilos  | —        | —        | Kim J.-s.        | 0s2:1s2       | ausgeschieden | ausgeschieden | ausgeschieden           | ausgeschieden           | ausgeschieden    | ausgeschieden    | 9    |
| Sanne van Dijke | Klasse bis 70 kg   | Freilos    | Freilos  | —        | —        | A. Samardžić     | 10:0          | S. Niizoe     | 1:0           | B. Matić                | 0:10                    | G. Willems       | 0:1              | 5    |
| Guusje Steenhuis | Klasse bis 78 kg   | Freilos    | Freilos  | —        | —        | B. Pacut-Kloczko | 1:0           | I. Lanir      | 0:10          | R. Takayama             | 0:10                    | ausgeschieden    | ausgeschieden    | 7    |
| Marit Kamps | Klasse über 78 kg  | C. Homan   | 10:0     | —        | —        | R. Hershko       | 0:10          | ausgeschieden | ausgeschieden | ausgeschieden           | ausgeschieden           | ausgeschieden    | ausgeschieden    | 9    |
| Männer |                    |            |          |          |          |                  |               |               |               |                         |                         |                  |                  |      |
| Tornike Tsjakadoea | Klasse bis 60 kg   | J. Smetow  | 0s3:10s2 | —        | —        | ausgeschieden    | ausgeschieden | ausgeschieden | ausgeschieden | ausgeschieden           | ausgeschieden           | ausgeschieden    | ausgeschieden    | 17   |
| Frank de Wit | Klasse bis 81 kg   | Freilos    | Freilos  | H. Cumbo | 10:0     | S. Mahmadbekow   | 0s1:1s2       | ausgeschieden | ausgeschieden | ausgeschieden           | ausgeschieden           | ausgeschieden    | ausgeschieden    | 9    |
| Noël van ’t End | Klasse bis 90 kg   | R. Macedo  | 0:10     | —        | —        | ausgeschieden    | ausgeschieden | ausgeschieden | ausgeschieden | ausgeschieden           | ausgeschieden           | ausgeschieden    | ausgeschieden    | 17   |
| Michael Korrel | Klasse bis 100 kg  | Freilos    | Freilos  | —        | —        | D. Kostoev       | 1:0           | M. Turoboyev  | 0:11          | P. Paltchik             | 0:10                    | ausgeschieden    | ausgeschieden    | 7    |
| Jelle Snippe | Klasse über 100 kg | L. Krpálek | 0:10     | —        | —        | ausgeschieden    | ausgeschieden | ausgeschieden | ausgeschieden | ausgeschieden           | ausgeschieden           | ausgeschieden    | ausgeschieden    | 17   |
| Mixed |                    |            |          |          |          |                  |               |               |               |                         |                         |                  |                  |      |
| Julie Beurskens Joanne van Lieshout Sanne van Dijke Guusje Steenhuis Marit Kamps Tornike Tsjakadoea Frank de Wit Noël van ’t End Michael Korrel Jelle Snippe | Mixed Team         | Freilos    | Freilos  | —        | —        | Serbien          | 2:4           | ausgeschieden | ausgeschieden | ausgeschieden           | ausgeschieden           | ausgeschieden    | ausgeschieden    | 9    |

### Kanu
Im Kanurennsport qualifizierte sich die Niederlande im K2 der Frauen über das europäische Qualifikationsevent in Szeged. Bei den Kanuslalom-Weltmeisterschaften 2023 qualifizierte sich die Niederlande für den K1 der Frauen. Über die Europaspiele 2023 wurde zudem ein Platz im C1 gewonnen. Durch die Neuverteilung des afrikanischen Startplatzes erhielt die Niederlande auch einen Quotenplatz für den C1 der Frauen.

#### Kanurennsport
| Athleten                     | Wettbewerb | Vorlauf     | Vorlauf | Viertelfinale | Viertelfinale | Halbfinale  | Halbfinale | A/B-Finale            | A/B-Finale    | Rang |
| Athleten                     | Wettbewerb | Zeit        | Rang    | Zeit          | Rang          | Zeit        | Rang       | Zeit                  | Rang          | Rang |
| ---------------------------- | ---------- | ----------- | ------- | ------------- | ------------- | ----------- | ---------- | --------------------- | ------------- | ---- |
| Frauen                       |            |             |         |               |               |             |            |                       |               |      |
| Selma Konijn                 | K1 500 m   | 1:49,28 min | 2       | ―             | ―             | 1:52,50 min | 5          | C-Finale: 1:50,56 min | 1             | 17   |
| Ruth Vorsselman              | K1 500 m   | 1:56,88 min | 4       | 1:52,35 min   | 2             | 1:54,91 min | 8          | ausgeschieden         | ausgeschieden | 30   |
| Selma Konijn Ruth Vorsselman | K2 500 m   | 1:43,91 min | 4       | 1:40,93 min   | 1             | 1:39,49 min | 3          | 1:41,26 min           | 8             | 8    |

#### Kanuslalom
| Athleten       | Wettbewerb | Vorlauf  | Vorlauf | Halbfinale    | Halbfinale    | Finale        | Finale        | Rang |
| Athleten       | Wettbewerb | Zeit     | Rang    | Zeit          | Rang          | Zeit          | Rang          | Rang |
| -------------- | ---------- | -------- | ------- | ------------- | ------------- | ------------- | ------------- | ---- |
| Frauen         |            |          |         |               |               |               |               |      |
| Lena Teunissen | C1         | 105,33 s | 8       | 122,82 s      | 16            | ausgeschieden | ausgeschieden | 16   |
| Martina Wegman | K1         | 98,00 s  | 16      | 106,38 s      | 13            | ausgeschieden | ausgeschieden | 13   |
| Männer         |            |          |         |               |               |               |               |      |
| Joris Otten    | C1         | 101,92 s | 17      | ausgeschieden | ausgeschieden | ausgeschieden | ausgeschieden | 17   |

Boater-Cross
| Athleten       | Wettbewerb | Zeitfahren | Zeitfahren | Vorrunde | Hoffnungslauf | Vorlauf       | Viertelfinale | Halbfinale    | Finale        | Rang |
| Athleten       | Wettbewerb | Zeit       | Rang       | Rang     | Rang          | Rang          | Rang          | Rang          | Rang          | Rang |
| -------------- | ---------- | ---------- | ---------- | -------- | ------------- | ------------- | ------------- | ------------- | ------------- | ---- |
| Frauen         |            |            |            |          |               |               |               |               |               |      |
| Lena Teunissen | K1 Cross   | 74,24 s    | 14         | 2        | —             | 3             | ausgeschieden | ausgeschieden | ausgeschieden | 19   |
| Martina Wegman | K1 Cross   | 78,64 s    | 29         | 2        | —             | 3             | ausgeschieden | ausgeschieden | ausgeschieden | 21   |
| Männer         |            |            |            |          |               |               |               |               |               |      |
| Joris Otten    | K1 Cross   | 75,95 s    | 29         | 3        | 3             | ausgeschieden | ausgeschieden | ausgeschieden | ausgeschieden | 35   |

### Leichtathletik
Niederländische Leichtathleten hatten die Olympianormen des Weltverbandes in diversen Wettbewerben erreicht. Zudem konnten sich über die World Athletics Relays 2024 drei Staffeln qualifizieren.
Laufen und Gehen
| Athleten | Wettbewerb   | Vorlauf      | Vorlauf | Hoffnungslauf | Hoffnungslauf | Halbfinale    | Halbfinale    | Finale         | Finale        | Rang          |
| Athleten | Wettbewerb   | Zeit         | Rang    | Zeit          | Rang          | Zeit          | Rang          | Zeit           | Rang          | Rang          |
| --- | ------------ | ------------ | ------- | ------------- | ------------- | ------------- | ------------- | -------------- | ------------- | ------------- |
| Frauen |              |              |         |               |               |               |               |                |               |               |
| Tasa Jiya | 200 m        | 22,74 s      | 2       | ―             | ―             | 22,81 s       | 6             | ausgeschieden  | ausgeschieden | ausgeschieden |
| Lieke Klaver | 400 m        | 49,96 s      | 2       | ―             | ―             | 50,44 s       | 4             | ausgeschieden  | ausgeschieden | ausgeschieden |
| Sifan Hassan | 5000 m       | 14:57,65 min | 2       | —             | —             | —             | —             | 14:30,61 min   | 3             | Bronze        |
| Sifan Hassan | 10.000 m     | —            | —       | —             | —             | —             | —             | 30:44,12 min   | 3             | Bronze        |
| Sifan Hassan | Marathon     | —            | —       | —             | —             | —             | —             | 2:22:55 h (OR) | 1             | Gold          |
| Maureen Koster | 5000 m       | 15:03,66 min | 10      | —             | —             | —             | —             | ausgeschieden  | ausgeschieden | ausgeschieden |
| Diane van Es | 10.000 m     | —            | —       | —             | —             | —             | —             | 31:25,51 min   | 16            | 16            |
| Maayke Tjin-A-Lim | 100 m Hürden | 12,98 s      | 7       | 12,87 s       | 2             | 13,03 s       | 7             | ausgeschieden  | ausgeschieden | ausgeschieden |
| Nadine Visser | 100 m Hürden | 12,53 s      | 1       | ―             | ―             | 12,43 s       | 2             | 12,43 s        | 4             | 4             |
| Femke Bol | 400 m Hürden | 53,38 s      | 1       | ―             | ―             | 52,57 s       | 1             | 52,15 s        | 3             | Bronze        |
| Cathelijn Peeters | 400 m Hürden | 54,84 s      | 4       | ―             | ―             | 55,20 s       | 7             | ausgeschieden  | ausgeschieden | ausgeschieden |
| Anne Luijten | Marathon     | —            | —       | —             | —             | —             | —             | 2:33:42 h      | 50            | 50            |
| Minke Bisschops Tasa Jiya Isabel van den Berg Marije van Hunenstijn                                                                   | 4 × 100 m    | 42,64 s      | 5       | —             | —             | —             | —             | 42,74 s        | 7             | 7             |
| Lisanne de Witte Lieke Klaver Eveline Saalberg (Vorlauf) Myrte van der Schoot (Vorlauf) Femke Bol (Finale) Cathelijn Peeters (Finale) | 4 × 400 m    | 3:25,03 min  | 2       | —             | —             | —             | —             | 3:19,50 min    | 2             | Silber        |
| Männer |              |              |         |               |               |               |               |                |               |               |
| Ryan Clarke | 800 m        | 1:45,56 min  | 5       | 1:44,70 min   | 5             | ausgeschieden | ausgeschieden | ausgeschieden  | ausgeschieden | ausgeschieden |
| Niels Laros | 1500 m       | 3:35,38 min  | 4       | ―             | ―             | 3:32,22 min   | 4             | 3:29,54 min    | 6             | 6             |
| Stefan Nillessen | 1500 m       | 3:36,77 min  | 1       | ―             | ―             | 3:32,73 min   | 5             | 3:30,75 min    | 9             | 9             |
| Mike Foppen | 5000 m       | 14:37,34 min | 19      | —             | —             | —             | —             | 13:21,56 min   | 13            | 13            |
| Nick Smidt | 400 m Hürden | 48,64 s      | 6       | ―             | ―             | 49,61 s       | 6             | ausgeschieden  | ausgeschieden | ausgeschieden |
| Khalid Choukoud | Marathon     | —            | —       | —             | —             | —             | —             | 2:25:25 h      | 58            | 58            |
| Abdi Nageeye | Marathon     | —            | —       | —             | —             | —             | —             | DNF            | DNF           | DNF           |
| Mixed |              |              |         |               |               |               |               |                |               |               |
| Eugene Omalla Lieke Klaver Isaya Klein Ikkink Cathelijn Peeters (Vorlauf) Femke Bol (Finale)                                          | 4 × 400 m    | 3:10,81 min  | 2       | —             | —             | —             | —             | 3:07,43 min    | 1             | Gold          |

Springen und Werfen
| Athleten            | Wettbewerb     | Qualifikation | Qualifikation | Finale        | Finale        | Rang |
| Athleten            | Wettbewerb     | Weite/Höhe    | Rang          | Weite/Höhe    | Rang          | Rang |
| ------------------- | -------------- | ------------- | ------------- | ------------- | ------------- | ---- |
| Frauen              |                |               |               |               |               |      |
| Pauline Hondema     | Weitsprung     | 6,55 m        | 14            | ausgeschieden | ausgeschieden | 14   |
| Alida van Daalen    | Kugelstoßen    | 16,53 m       | 26            | ausgeschieden | ausgeschieden | 26   |
| Alida van Daalen    | Diskuswurf     | 62,19 m       | 16            | ausgeschieden | ausgeschieden | 16   |
| Jorinde van Klinken | Kugelstoßen    | 16,35 m       | 28            | ausgeschieden | ausgeschieden | 28   |
| Jorinde van Klinken | Diskuswurf     | 64,81 m       | 5             | 63,35 m       | 7             | 7    |
| Jessica Schilder    | Kugelstoßen    | 18,92 m       | 4             | 18,91 m       | 6             | 6    |
| Männer              |                |               |               |               |               |      |
| Menno Vloon         | Stabhochsprung | 5,75 m        | 6             | 5,70 m        | 11            | 11   |
| Denzel Comenentia   | Hammerwurf     | 74,31 m       | 9             | ausgeschieden | ausgeschieden | 9    |

Mehrkampf 
| Athletinnen      | 100 m Hürden | 100 m Hürden | Hochsprung | Hochsprung | Kugelstoßen | Kugelstoßen | 200 m   | 200 m  | Weitsprung | Weitsprung | Speerwurf | Speerwurf | 800 m       | 800 m  | Punkte | Rang |
| Athletinnen      | Zeit         | Punkte       | Höhe       | Punkte     | Weite       | Punkte      | Zeit    | Punkte | Weite      | Punkte     | Weite     | Punkte    | Zeit        | Punkte | Punkte | Rang |
| ---------------- | ------------ | ------------ | ---------- | ---------- | ----------- | ----------- | ------- | ------ | ---------- | ---------- | --------- | --------- | ----------- | ------ | ------ | ---- |
| Siebenkampf      |              |              |            |            |             |             |         |        |            |            |           |           |             |        |        |      |
| Sofie Dokter     | 13,57 s      | 1040         | 1,86 m     | 1054       | 13,97 m     | 792         | 23,73 s | 1007   | 6,26 m     | 930        | 42,46 m   | 715       | 2:13,52 min | 914    | 6452   | 6    |
| Emma Oosterwegel | 13,41 s      | 1063         | 1,74 m     | 903        | 14,54 m     | 830         | 24,35 s | 947    | 5,68 m     | 753        | 52,39 m   | 906       | 2:08,67 min | 984    | 6386   | 7    |
| Anouk Vetter     | 13,49 s      | 1052         | 1,74 m     | 903        | 15,07 m     | 866         | 24,36 s | 946    | 6,12 m     | 887        | DNS       | DNS       | DNF         | DNF    | DNF    | ―    |

| Athleten    | 100 m   | 100 m | Weitsprung | Weitsprung | Kugelstoßen | Kugelstoßen | Hochsprung | Hochsprung | 400 m   | 400 m | 110 m Hürden | 110 m Hürden | Diskuswurf | Diskuswurf | Stabhochsprung | Stabhochsprung | Speerwurf | Speerwurf | 1500 m      | 1500 m | Punkte | Rang |
| Athleten    | Zeit    | Pkte. | Weite      | Pkte.      | Weite       | Pkte.       | Höhe       | Pkte.      | Zeit    | Pkte. | Zeit         | Pkte.        | Weite      | Pkte.      | Höhe           | Pkte.          | Weite     | Pkte.     | Zeit        | Pkte.  | Punkte | Rang |
| ----------- | ------- | ----- | ---------- | ---------- | ----------- | ----------- | ---------- | ---------- | ------- | ----- | ------------ | ------------ | ---------- | ---------- | -------------- | -------------- | --------- | --------- | ----------- | ------ | ------ | ---- |
| Zehnkampf   |         |       |            |            |             |             |            |            |         |       |              |              |            |            |                |                |           |           |             |        |        |      |
| Sven Roosen | 10,52 s | 970   | 7,56 m     | 950        | 15,10 m     | 796         | 1,87 m     | 687        | 46,40 s | 988   | 13,99 s      | 976          | 46,88 m    | 806        | 4,70 m         | 819            | 63,72 m   | 794       | 4:18,55 min | 821    | 8607   | 4    |
| Rik Taam    | 10,64 s | 942   | 7,27 m     | 878        | 14,27 m     | 745         | 1,93 m     | 740        | 47,73 s | 922   | 14,78 s      | 876          | 39,31 m    | 651        | 4,70 m         | 819            | 57,08 m   | 694       | 4:24,82 min | 779    | 8046   | 16   |

### Radsport
Über die UCI-Straßen-Weltrangliste nach Nationen erhielt die Niederlande vier Startplätze für das Straßenrennen der Frauen und drei für das Straßenrennen der Männer. Zudem war man im Einzelzeitfahren bei den Männern mit einem und bei den Frauen mit zwei Sportlern am Start. Auf der Bahn qualifizierte sich die Niederlande über die Qualifikationsranglisten für alle Wettbewerbe mit Ausnahme der beiden Mannschaftsverfolgungen. Über das olympische Qualifikationsranking im Mountainbike erhielt die Niederlande zwei Startplätze bei den Frauen. Im BMX-Rennsport war man über das olympische Qualifikationsranking mit zwei Männern und drei Frauen qualifiziert.

#### Bahn
| Athleten                                              | Wettbewerb | Rang   | Details                                                                                         |
| ----------------------------------------------------- | ---------- | ------ | ----------------------------------------------------------------------------------------------- |
| Frauen                                                |            |        |                                                                                                 |
| Kyra Lamberink Steffie van der Peet Hetty van de Wouw | Teamsprint | 4      | Qualifikation: 46,086 s Erste Runde: 45,798 s Finale: 45,690 s                                  |
| Steffie van der Peet                                  | Sprint     | 14     |                                                                                                 |
| Steffie van der Peet                                  | Keirin     | 10     |                                                                                                 |
| Hetty van de Wouw                                     | Sprint     | 4      |                                                                                                 |
| Hetty van de Wouw                                     | Keirin     | Silber |                                                                                                 |
| Lisa van Belle Maike van der Duin                     | Madison    | Bronze | 28 Punkte                                                                                       |
| Maike van der Duin                                    | Omnium     | 6      | Scratch: 34 Punkte Temporennen: 2 Punkte Ausscheidungsfahren: 28 Punkte Punktefahren: 40 Punkte |
| Männer                                                |            |        |                                                                                                 |
| Roy van den Berg Jeffrey Hoogland Harrie Lavreysen    | Teamsprint | Gold   | Qualifikation: 41,279 s Erste Runde: 41,191 s Finale: 40,949 s                                  |
| Jeffrey Hoogland                                      | Sprint     | 4      |                                                                                                 |
| Jeffrey Hoogland                                      | Keirin     | 13     |                                                                                                 |
| Harrie Lavreysen                                      | Sprint     | Gold   |                                                                                                 |
| Harrie Lavreysen                                      | Keirin     | Gold   |                                                                                                 |
| Yoeri Havik Jan-Willem van Schip                      | Madison    | DSQ    |                                                                                                 |
| Jan-Willem van Schip                                  | Omnium     | 15     | Scratch: 34 Punkte Temporennen: 16 Punkte Ausscheidungsfahren: 1 Punkt Punktefahren: 0 Punkte   |

#### Straße
| Athleten             | Wettbewerb       | Zeit         | Rang   |
| -------------------- | ---------------- | ------------ | ------ |
| Frauen               |                  |              |        |
| Ellen van Dijk       | Straßenrennen    | 4:08:14 h    | 58     |
| Ellen van Dijk       | Einzelzeitfahren | 42:21,76 min | 11     |
| Demi Vollering       | Straßenrennen    | 4:04:23 h    | 34     |
| Demi Vollering       | Einzelzeitfahren | 41:29,80 min | 5      |
| Marianne Vos         | Straßenrennen    | 4:00:21 h    | Silber |
| Lorena Wiebes        | Straßenrennen    | 4:02:54 h    | 11     |
| Männer               |                  |              |        |
| Dylan van Baarle     | Straßenrennen    | 6:23:16 h    | 36     |
| Daan Hoole           | Straßenrennen    | 6:41:17 h    | 72     |
| Daan Hoole           | Einzelzeitfahren | 38:06,68 min | 17     |
| Mathieu van der Poel | Straßenrennen    | 6:21:23 h    | 12     |

#### Mountainbike
| Athleten      | Wettbewerb    | Zeit      | Rang |
| ------------- | ------------- | --------- | ---- |
| Frauen        |               |           |      |
| Puck Pieterse | Cross-Country | 1:29:25 h | 4    |
| Anne Terpstra | Cross-Country | 1:31:35 h | 9    |

#### BMX-Rennsport
| Athleten          | Wettbewerb | Viertelfinale | Viertelfinale | Last Chance Race | Last Chance Race | Halbfinale    | Halbfinale    | Finale        | Finale        | Rang   |
| Athleten          | Wettbewerb | Punkte        | Rang          | Zeit             | Rang             | Punkte        | Rang          | Zeit          | Rang          | Rang   |
| ----------------- | ---------- | ------------- | ------------- | ---------------- | ---------------- | ------------- | ------------- | ------------- | ------------- | ------ |
| Frauen            |            |               |               |                  |                  |               |               |               |               |        |
| Laura Smulders    | BMX-Rennen | 8             | 6             | ―                | ―                | 9             | 3             | 35,745 s      | 4             | 4      |
| Merel Smulders    | BMX-Rennen | 11            | 10            | ―                | ―                | 19            | 7             | ausgeschieden | ausgeschieden | 12     |
| Manon Veenstra    | BMX-Rennen | 7             | 5             | ―                | ―                | 9             | 3             | 34,954 s      | 2             | Silber |
| Männer            |            |               |               |                  |                  |               |               |               |               |        |
| Jaymio Brink      | BMX-Rennen | 17            | 17            | 34,253 s         | 4                | 18            | 6             | ausgeschieden | ausgeschieden | 10     |
| Dave van der Burg | BMX-Rennen | 16            | 15            | 34,818 s         | 5                | ausgeschieden | ausgeschieden | ausgeschieden | ausgeschieden | 17     |

### Reiten
Bei den FEI Weltmeisterschaften 2022 qualifizierte sich die niederländischen Mannschaften im Dressur- und Springreiten für die Olympischen Spiele. Den Vielseitigkeitsreitern gelang die Qualifikation für Paris bei den Europameisterschaften 2023. Damit ging die Niederlande im Reitsport mit dem Maximum von neun Reitern und Pferden an den Start.

#### Dressurreiten
| Athleten                                                                                        | Wettbewerb | Prozent / Punkte           | Prozent / Punkte | Prozent / Punkte | Rang |
| Athleten                                                                                        | Wettbewerb | Grand Prix (Qualifikation) | GP Spécial       | GP Kür           | Rang |
| ----------------------------------------------------------------------------------------------- | ---------- | -------------------------- | ---------------- | ---------------- | ---- |
| Dinja van Liere mit Hermes                                                                      | Einzel     | 77,764                     | —                | 88,432           | 4    |
| Emmelie Scholtens mit Indian Rock                                                               | Einzel     | 74,581                     | —                | 81,750           | 11   |
| Hans Peter Minderhoud mit Toto Jr.                                                              | Einzel     | 72,578                     | —                | ausgeschieden    | 21   |
| Dinja van Liere mit Hermes Emmelie Scholtens mit Indian Rock Hans Peter Minderhoud mit Toto Jr. | Mannschaft | 224,923                    | 221,048          | —                | 4    |

#### Springreiten
| Athleten                                                                                                   | Wettbewerb | Strafpunkte   | Strafpunkte   | Strafpunkte   | Strafpunkte   | Strafpunkte   | Strafpunkte   | Rang   |
| Athleten                                                                                                   | Wettbewerb | Einzelwertung | Einzelwertung | Einzelwertung | Nationenpreis | Nationenpreis | Nationenpreis | Rang   |
| Athleten                                                                                                   | Wettbewerb | 1. Umlauf     | 2. Umlauf     | Stechen       | 1. Umlauf     | 2. Umlauf     | Stechen       | Rang   |
| --- | ---------- | ------------- | ------------- | ------------- | ------------- | ------------- | ------------- | ------ |
| Harrie Smolders mit Uricas van de Kattevennen                                                              | Einzel     | 0             | 6             | ausgeschieden | —             | —             | —             | 14     |
| Kim Emmen mit Imagine                                                                                      | Einzel     | 0             | 12            | ausgeschieden | —             | —             | —             | 23     |
| Maikel van der Vleuten mit Beauville Z                                                                     | Einzel     | 4             | 0             | 4             | —             | —             | —             | Bronze |
| Harrie Smolders mit Uricas van de Kattevennen Kim Emmen mit Imagine Maikel van der Vleuten mit Beauville Z | Mannschaft | —             | —             | —             | 8             | 7             | —             | 4      |

#### Vielseitigkeitsreiten
| Athleten                                                                                       | Wettbewerb | Minuspunkte Dressur | Minuspunkte Gelände | Minuspunkte Springen | Minuspunkte Springen | Minuspunkte Gesamt | Rang |
| ---------------------------------------------------------------------------------------------- | ---------- | ------------------- | ------------------- | -------------------- | -------------------- | ------------------ | ---- |
| Janneke Boonzaaijer mit Champ De Tailleur                                                      | Einzel     | 31,90               | 0,00                | 0,00                 | 0,00                 | 31,90              | 9    |
| Sanne de Jong mit Enjoy                                                                        | Einzel     | 34,80               | 48,20               | 5,20                 | ausgeschieden        | 88,20              | 47   |
| Raf Kooremans mit Radar Love                                                                   | Einzel     | 27,00               | 5,60                | 12,80                | ausgeschieden        | 45,40              | 26   |
| Sanne de Jong mit Enjoy Raf Kooremans mit Radar Love Janneke Boonzaaijer mit Champ De Tailleur | Mannschaft | 93,70               | 53,80               | 18,00                | —                    | 165,50             | 10   |

### Rudern
Bei den Weltmeisterschaften 2023 gewann die Niederlande Quotenplätze in zehn von 14 Bootsklassen.
| Athleten | Wettbewerb             | Vorlauf     | Vorlauf | Vorlauf        | Hoffnungslauf / Viertelfinale | Hoffnungslauf / Viertelfinale | Hoffnungslauf / Viertelfinale | Halbfinale  | Halbfinale | Halbfinale    | Finale      | Finale | Rang   |
| Athleten | Wettbewerb             | Zeit        | Rang    | Qualifikation  | Zeit                          | Rang                          | Qualifikation                 | Zeit        | Rang       | Qualifikation | Zeit        | Rang   | Rang   |
| --- | ---------------------- | ----------- | ------- | -------------- | ----------------------------- | ----------------------------- | ----------------------------- | ----------- | ---------- | ------------- | ----------- | ------ | ------ |
| Frauen |                        |             |         |                |                               |                               |                               |             |            |               |             |        |        |
| Karolien Florijn | Einer                  | 7:36,90 min | 1       | Viertelfinale  | 7:29,07 min                   | 1                             | Halbfinale A/B                | 7:21,26 min | 1          | A-Finale      | 7:17,28 min | 1      | Gold   |
| Ymkje Clevering Veronique Meester | Zweier ohne Steuerfrau | 7:17,81 min | 1       | Halbfinale A/B | ―                             | ―                             | ―                             | 7:10,16 min | 1          | A-Finale      | 6:58,67 min | 1      | Gold   |
| Lisa Scheenaard Martine Veldhuis | Doppelzweier           | 7:04,56 min | 4       | Hoffnungslauf  | 7:08,42 min                   | 1                             | Halbfinale A/B                | 6:50,20 min | 2          | A-Finale      | 6:54,24 min | 4      | 4      |
| Benthe Boonstra Hermijntje Drenth Tinka Offereins Marloes Oldenburg                                                                     | Vierer ohne Steuerfrau | 6:43,71 min | 1       | A-Finale       | ―                             | ―                             | ―                             | —           | —          | —             | 6:27,13 min | 1      | Gold   |
| Laila Youssifou Bente Paulis Roos de Jong Tessa Dullemans                                                                               | Doppelvierer           | 6:17,12 min | 1       | A-Finale       | ―                             | ―                             | ―                             | —           | —          | —             | 6:16,46 min | 2      | Silber |
| Männer |                        |             |         |                |                               |                               |                               |             |            |               |             |        |        |
| Simon van Dorp | Einer                  | 6:49,93 min | 1       | Viertelfinale  | 6:49,96 min                   | 1                             | Halbfinale A/B                | 6:42,39 min | 1          | A-Finale      | 6:44,72 min | 3      | Bronze |
| Melvin Twellaar Stef Broenink | Doppelzweier           | 6:14,13 min | 1       | Halbfinale A/B | ―                             | ―                             | ―                             | 6:13,60 min | 1          | A-Finale      | 6:13,92 min | 2      | Silber |
| Eli Brouwer Guus Mollee Nelson Ritsema Rik Rienks                                                                                       | Vierer ohne Steuermann | 6:08,75 min | 4       | Hoffnungslauf  | 5:56,68 min                   | 4                             | B-Finale                      | —           | —          | —             | 5:56,35 min | 1      | 7      |
| Lennart van Lierop Finn Florijn Tone Wieten Koen Metsemakers                                                                            | Doppelvierer           | 5:41,69 min | 1       | A-Finale       | ―                             | ―                             | ―                             | —           | —          | —             | 5:42,00 min | 1      | Gold   |
| Ralf Rienks Olav Molenaar Sander de Graaf Ruben Knab Gert-Jan van Doorn Jacob van de Kerkhof Jan van der Bij Mick Makker Dieuwke Fetter | Achter                 | 5:31,82 min | 2       | Hoffnungslauf  | 5:27,58 min                   | 1                             | A-Finale                      | —           | —          | —             | 5:23,92 min | 2      | Silber |

### Schwimmen
Niederländische Schwimmer hatten die olympischen Normzeiten des Weltverbandes in diversen Wettbewerben unterboten. Zudem qualifizierten sich fünf Staffeln für die olympischen Wettbewerbe. Im Freiwasserschwimmen wurde bei den Weltmeisterschaften 2024 ein Startplatz gewonnen.
| Athleten | Wettbewerb          | Vorlauf     | Vorlauf | Halbfinale    | Halbfinale    | Finale        | Finale        | Rang   |
| Athleten | Wettbewerb          | Zeit        | Rang    | Zeit          | Rang          | Zeit          | Rang          | Rang   |
| --- | ------------------- | ----------- | ------- | ------------- | ------------- | ------------- | ------------- | ------ |
| Frauen |                     |             |         |               |               |               |               |        |
| Kim Busch | 50 m Freistil       | 24,87 s     | 18      | ausgeschieden | ausgeschieden | ausgeschieden | ausgeschieden | 18     |
| Valerie van Roon | 50 m Freistil       | 24,72 s     | 15      | 24,67 s       | 12            | ausgeschieden | ausgeschieden | 12     |
| Marrit Steenbergen | 100 m Freistil      | 53,22 s     | 4       | 52,86 s       | 5             | 52,83 s       | 7             | 7      |
| Marrit Steenbergen | 200 m Lagen         | 2:13,21 min | 20      | ausgeschieden | ausgeschieden | ausgeschieden | ausgeschieden | 20     |
| Maaike de Waard | 100 m Rücken        | 1:00,12 min | 13      | 1:22,22 min   | 13            | ausgeschieden | ausgeschieden | 13     |
| Kira Toussaint | 100 m Rücken        | 59,84 s     | 10      | 1:00,37 min   | 14            | ausgeschieden | ausgeschieden | 14     |
| Tes Schouten | 100 m Brust         | 1:06,69 min | 14      | 1:06,56 min   | 10            | ausgeschieden | ausgeschieden | 10     |
| Tes Schouten | 200 m Brust         | 2:23,08 min | 2       | 2:22,74 min   | 3             | 2:21,05 min   | 3             | Bronze |
| Tessa Giele | 100 m Schmetterling | 57,89 s     | 15      | 57,91 s       | 15            | ausgeschieden | ausgeschieden | 15     |
| Kim Busch Tessa Giele Marrit Steenbergen Sam van Nunen                                                                              | 4 × 100 m Freistil  | 3:36,78 min | 9       | —             | —             | ausgeschieden | ausgeschieden | 9      |
| Imani de Jong Silke Holkenberg Marrit Steenbergen Janna van Kooten                                                                  | 4 × 200 m Freistil  | 7:57,58 min | 12      | —             | —             | ausgeschieden | ausgeschieden | 12     |
| Maalke de Waard Tessa Giele Tes Schouten Marrit Steenbergen                                                                         | 4 × 100 m Lagen     | 3:57,48 min | 8       | —             | —             | 3:59,52 min   | 8             | 8      |
| Sharon van Rouwendaal | 10 km Freiwasser    | —           | —       | —             | —             | 2:03:34,2 h   | 1             | Gold   |
| Männer |                     |             |         |               |               |               |               |        |
| Kenzo Simons | 50 m Freistil       | 22,15 s     | 27      | ausgeschieden | ausgeschieden | ausgeschieden | ausgeschieden | 27     |
| Renzo Tjon-A-Joe | 50 m Freistil       | 22,10 s     | 23      | ausgeschieden | ausgeschieden | ausgeschieden | ausgeschieden | 23     |
| Sean Niewold | 100 m Freistil      | 48,82 s     | 23      | ausgeschieden | ausgeschieden | ausgeschieden | ausgeschieden | 23     |
| Kai van Westering | 100 m Rücken        | 54,21 s     | 21      | ausgeschieden | ausgeschieden | ausgeschieden | ausgeschieden | 21     |
| Kai van Westering | 200 m Rücken        | 1:58,99 min | 23      | ausgeschieden | ausgeschieden | ausgeschieden | ausgeschieden | 23     |
| Arno Kamminga | 100 m Brust         | 59,39 s     | 4       | 59,12 s       | 3             | 59,32 s       | 6             | 6      |
| Caspar Corbeau | 100 m Brust         | 59,04 s     | 1       | 59,24 s       | 5             | 59,98 s       | 8             | 8      |
| Caspar Corbeau | 200 m Brust         | 2:09,78 min | 4       | 2:09,52 min   | 4             | 2:07,90 min   | 3             | Bronze |
| Arno Kamminga | 200 m Brust         | 2:10,53 min | 12      | zurückgezogen | zurückgezogen | zurückgezogen | zurückgezogen | –      |
| Nyls Korstanje | 100 m Schmetterling | 51,17 s     | 8       | 50,59 s NR    | 4             | 50,83 s       | 6             | 6      |
| Caspar Corbeau Nyls Korstanje Stan Pijnenburg Kai van Westering                                                                     | 4 × 100 m Lagen     | 3:31,80 min | 4       | —             | —             | 3:32,52 min   | 8             | 8      |
| Mixed |                     |             |         |               |               |               |               |        |
| Caspar Corbeau Tessa Giele (Vorlauf) Nyls Korstanje (Finale) Marrit Steenbergen Kira Toussaint (Finale) Kai van Westering (Vorlauf) | 4 × 100 m Lagen     | 3:43,60 min | 4       | —             | —             | 3:43,12 min   | 6             | 6      |

### Segeln
| Athleten                           | Wettbewerb        | Qualifikation | Qualifikation | Medal Race    | Medal Race    | Punkte | Rang   |
| Athleten                           | Wettbewerb        | Punkte        | Rang          | Punkte        | Rang          | Punkte | Rang   |
| ---------------------------------- | ----------------- | ------------- | ------------- | ------------- | ------------- | ------ | ------ |
| Frauen                             |                   |               |               |               |               |        |        |
| Sara Wennekes                      | Windsurfen iQFoiL | 154,3         | 16            | ausgeschieden | ausgeschieden | 154,3  | 16     |
| Marit Bouwmeester                  | Laser Radial      | 30            | 1             | 8             | 4             | 38     | Gold   |
| Annelous Lammerts                  | Formula Kite      | 23            | 4             | Finale        | Finale        | ―      | Bronze |
| Odile van Aanholt Annette Duetz    | 49erFX            | 68            | 2             | 3             | 6             | 74     | Gold   |
| Männer                             |                   |               |               |               |               |        |        |
| Luuc van Opzeeland                 | Windsurfen iQFoiL | 69            | 5             | Finale        | Finale        | ―      | Bronze |
| Duko Bos                           | Laser             | 110           | 15            | ausgeschieden | ausgeschieden | 110    | 15     |
| Bart Lambriex Floris van de Werken | 49er              | 95            | 10            | 4             | 2             | 99     | 6      |
| Mixed                              |                   |               |               |               |               |        |        |
| Laila van der Meer Bjarne Bouwer   | Nacra 17          | 70            | 6             | 8             | 4             | 78     | 6      |

### Skateboard
Über die olympische Qualifikationsrangliste konnten sich zwei niederländische Skateboarderinnen für die Wettbewerbe in Paris qualifizieren.
| Athleten          | Wettbewerb | Qualifikation | Qualifikation | Finale        | Finale        | Rang |
| Athleten          | Wettbewerb | Punkte        | Rang          | Punkte        | Rang          | Rang |
| ----------------- | ---------- | ------------- | ------------- | ------------- | ------------- | ---- |
| Frauen            |            |               |               |               |               |      |
| Roos Zwetsloot    | Street     | 233,71        | 10            | ausgeschieden | ausgeschieden | 10   |
| Keet Oldenbeuving | Street     | 210,78        | 15            | ausgeschieden | ausgeschieden | 15   |

### Synchronschwimmen
Bei den Weltmeisterschaften 2024 wurde ein Startplatz für das Duett gewonnen.
| Athletinnen                          | Wettbewerb | Technische Kür | Technische Kür | Freie Kür | Freie Kür | Akrobatische Kür | Akrobatische Kür | Gesamt   | Gesamt |
| Athletinnen                          | Wettbewerb | Punkte         | Rang           | Punkte    | Rang      | Punkte           | Rang             | Punkte   | Rang   |
| ------------------------------------ | ---------- | -------------- | -------------- | --------- | --------- | ---------------- | ---------------- | -------- | ------ |
| Frauen                               |            |                |                |           |           |                  |                  |          |        |
| Bregje de Brouwer Noortje de Brouwer | Duett      | 264,7066       | 3              | 293,6897  | 2         | —                | —                | 558,3963 | Bronze |

### Tennis
Über die ATP- und WTA-Ranglisten qualifizierten sich sechs niederländische Tennisspieler für die im Stade Roland Garros ausgetragenen Wettbewerbe.
| Athleten                         | Wettbewerb | 1. Runde                     | 1. Runde          | 2. Runde      | 2. Runde      | Achtelfinale              | Achtelfinale      | Viertelfinale            | Viertelfinale     | Halbfinale         | Halbfinale       | Finale / Platz 3                  | Finale / Platz 3 | Rang |
| Athleten                         | Wettbewerb | Gegner                       | Ergebnis          | Gegner        | Ergebnis      | Gegner                    | Ergebnis          | Gegner                   | Ergebnis          | Gegner             | Ergebnis         | Gegner                            | Ergebnis         | Rang |
| -------------------------------- | ---------- | ---------------------------- | ----------------- | ------------- | ------------- | ------------------------- | ----------------- | ------------------------ | ----------------- | ------------------ | ---------------- | --------------------------------- | ---------------- | ---- |
| Frauen                           |            |                              |                   |               |               |                           |                   |                          |                   |                    |                  |                                   |                  |      |
| Arantxa Rus                      | Einzel     | O. Gadecki                   | 6:4, 6:1          | Zheng Q.      | 2:6, 4:6      | ausgeschieden             | ausgeschieden     | ausgeschieden            | ausgeschieden     | ausgeschieden      | ausgeschieden    | ausgeschieden                     | ausgeschieden    | 17   |
| Arantxa Rus Demi Schuurs         | Doppel     | C. Garcia / D. Parry         | 7:62, 3:6, [4:10] | —             | —             | ausgeschieden             | ausgeschieden     | ausgeschieden            | ausgeschieden     | ausgeschieden      | ausgeschieden    | ausgeschieden                     | ausgeschieden    | 17   |
| Männer                           |            |                              |                   |               |               |                           |                   |                          |                   |                    |                  |                                   |                  |      |
| Tallon Griekspoor                | Einzel     | P. Tsitsipas                 | 6:2, 6:3          | C. Alcaraz    | 1:6, 6:73     | ausgeschieden             | ausgeschieden     | ausgeschieden            | ausgeschieden     | ausgeschieden      | ausgeschieden    | ausgeschieden                     | ausgeschieden    | 17   |
| Robin Haase                      | Einzel     | S. Ofner                     | 5:7, 2:6          | ausgeschieden | ausgeschieden | ausgeschieden             | ausgeschieden     | ausgeschieden            | ausgeschieden     | ausgeschieden      | ausgeschieden    | ausgeschieden                     | ausgeschieden    | 33   |
| Tallon Griekspoor Wesley Koolhof | Doppel     | M. Fucsovics / F. Marozsán   | 6:2, 6:3          | —             | —             | C. Alcaraz / R. Nadal     | 4:6, 7:62, [2:10] | ausgeschieden            | ausgeschieden     | ausgeschieden      | ausgeschieden    | ausgeschieden                     | ausgeschieden    | 9    |
| Robin Haase Jean-Julien Rojer    | Doppel     | M. Navone / T. M. Etcheverry | 7:63, 7:64        | —             | —             | T. Fritz / T. Paul        | 3:6, 4:6          | ausgeschieden            | ausgeschieden     | ausgeschieden      | ausgeschieden    | ausgeschieden                     | ausgeschieden    | 9    |
| Mixed                            |            |                              |                   |               |               |                           |                   |                          |                   |                    |                  |                                   |                  |      |
| Demi Schuurs Wesley Koolhof      | Mixed      | —                            | —                 | —             | —             | M. Sakkari / S. Tsitsipas | 6:4, 7:63         | S. Errani / A. Vavassori | 6:74, 6:3, [11:9] | Wang X. / Zhang Z. | 6:2, 4:6, [4:10] | G. Dabrowski / F. Auger-Aliassime | 3:6, 6:72        | 4    |

### Tischtennis
Beim europäischen Qualifikationsturnier in Sarajevo gewann Britt Eerland einen Quotenplatz im Einzel der Frauen.
| Athleten      | Wettbewerb | 1. Runde | 1. Runde | 2. Runde | 2. Runde | 3. Runde    | 3. Runde | Achtelfinale | Achtelfinale | Viertelfinale | Viertelfinale | Halbfinale    | Halbfinale    | Finale / Platz 3 | Finale / Platz 3 | Rang |
| Athleten      | Wettbewerb | Gegner   | Erg.     | Gegner   | Erg.     | Gegner      | Erg.     | Gegner       | Erg.         | Gegner        | Erg.          | Gegner        | Erg.          | Gegner           | Erg.             | Rang |
| ------------- | ---------- | -------- | -------- | -------- | -------- | ----------- | -------- | ------------ | ------------ | ------------- | ------------- | ------------- | ------------- | ---------------- | ---------------- | ---- |
| Frauen        |            |          |          |          |          |             |          |              |              |               |               |               |               |                  |                  |      |
| Britt Eerland | Einzel     | Freilos  | Freilos  | H. Goda  | 4:0      | H. Matelová | 4:3      | Chen M.      | 1:4          | ausgeschieden | ausgeschieden | ausgeschieden | ausgeschieden | ausgeschieden    | ausgeschieden    | 9    |

### Triathlon
Über den olympischen Staffel-Qualifikationswettbewerb in Huatulco qualifizierte sich die Niederländer für die Mixed-Staffel, wodurch auch im Einzel je zwei Triathleten startberechtigt waren.
| Athleten                                               | Wettbewerb | Zeit      | Rang |
| ------------------------------------------------------ | ---------- | --------- | ---- |
| Frauen                                                 |            |           |      |
| Maya Kingma                                            | Einzel     | 1:56:53 h | 7    |
| Rachel Klamer                                          | Einzel     | 1:57:39 h | 14   |
| Männer                                                 |            |           |      |
| Mitch Kolkman                                          | Einzel     | 1:47:21 h | 26   |
| Richard Murray                                         | Einzel     | 1:50:55 h | 44   |
| Mixed                                                  |            |           |      |
| Mitch Kolkman Maya Kingma Richard Murray Rachel Klamer | Staffel    | 1:27:37 h | 10   |

### Turnen
Bei den Turn-Weltmeisterschaften 2023 haben sich beide niederländischen Mannschaften qualifiziert, wodurch man in Paris in voller Mannschaftsstärke von je fünf Turnern bei Männern und Frauen vertreten war.

#### Gerätturnen
| Athleten                                                                     | Wettbewerb           | Qualifikation | Qualifikation | Finale        | Finale        | Rang |
| Athleten                                                                     | Wettbewerb           | Punkte        | Rang          | Punkte        | Rang          | Rang |
| ---------------------------------------------------------------------------- | -------------------- | ------------- | ------------- | ------------- | ------------- | ---- |
| Frauen                                                                       |                      |               |               |               |               |      |
| Sanna Veerman                                                                | Boden                | DNS           | DNS           | DNS           | DNS           | DNS  |
| Sanna Veerman                                                                | Stufenbarren         | 14,400        | 11            | ausgeschieden | ausgeschieden | 11   |
| Naomi Visser                                                                 | Boden                | 12,233        | 65            | ausgeschieden | ausgeschieden | 65   |
| Naomi Visser                                                                 | Schwebebalken        | 13,300        | 28            | ausgeschieden | ausgeschieden | 28   |
| Naomi Visser                                                                 | Stufenbarren         | 14,266        | 13            | ausgeschieden | ausgeschieden | 13   |
| Naomi Visser                                                                 | Mehrkampf Einzel     | 53,032        | 21            | 53,965        | 10            | 10   |
| Tisha Volleman                                                               | Boden                | 12,566        | 47            | ausgeschieden | ausgeschieden | 47   |
| Tisha Volleman                                                               | Schwebebalken        | 12,500        | 51            | ausgeschieden | ausgeschieden | 51   |
| Tisha Volleman                                                               | Stufenbarren         | 12,766        | 53            | ausgeschieden | ausgeschieden | 53   |
| Tisha Volleman                                                               | Mehrkampf Einzel     | 50,965        | 42            | ausgeschieden | ausgeschieden | 42   |
| Lieke Wevers                                                                 | Boden                | 12,300        | 61            | ausgeschieden | ausgeschieden | 61   |
| Lieke Wevers                                                                 | Schwebebalken        | 13,366        | 24            | ausgeschieden | ausgeschieden | 24   |
| Lieke Wevers                                                                 | Stufenbarren         | 12,566        | 59            | ausgeschieden | ausgeschieden | 59   |
| Lieke Wevers                                                                 | Mehrkampf Einzel     | 51,532        | 32            | ausgeschieden | ausgeschieden | 32   |
| Sanne Wevers                                                                 | Schwebebalken        | 13,766        | 9             | ausgeschieden | ausgeschieden | 9    |
| Sanna Veerman Naomi Visser Tisha Volleman Lieke Wevers Sanne Wevers          | Mehrkampf Mannschaft | 159,096       | 9             | ausgeschieden | ausgeschieden | 9    |
| Männer                                                                       |                      |               |               |               |               |      |
| Jermain Grünberg                                                             | Barren               | 13,000        | 58            | ausgeschieden | ausgeschieden | 58   |
| Jermain Grünberg                                                             | Boden                | 13,533        | 40            | ausgeschieden | ausgeschieden | 40   |
| Jermain Grünberg                                                             | Pauschenpferd        | 11,800        | 57            | ausgeschieden | ausgeschieden | 57   |
| Jermain Grünberg                                                             | Reck                 | 11,766        | 64            | ausgeschieden | ausgeschieden | 64   |
| Jermain Grünberg                                                             | Ringe                | 13,000        | 46            | ausgeschieden | ausgeschieden | 46   |
| Jermain Grünberg                                                             | Mehrkampf Einzel     | 76,932        | 43            | ausgeschieden | ausgeschieden | 43   |
| Loran de Munck                                                               | Barren               | 14,133        | 33            | ausgeschieden | ausgeschieden | 33   |
| Loran de Munck                                                               | Pauschenpferd        | 14,766        | 8             | 13,733        | 8             | 8    |
| Frank Rijken                                                                 | Barren               | 14,600        | 16            | ausgeschieden | ausgeschieden | 16   |
| Frank Rijken                                                                 | Boden                | 13,600        | 37            | ausgeschieden | ausgeschieden | 37   |
| Frank Rijken                                                                 | Pauschenpferd        | 13,400        | 35            | ausgeschieden | ausgeschieden | 35   |
| Frank Rijken                                                                 | Reck                 | 13,400        | 31            | ausgeschieden | ausgeschieden | 31   |
| Frank Rijken                                                                 | Ringe                | 12,933        | 52            | ausgeschieden | ausgeschieden | 52   |
| Frank Rijken                                                                 | Mehrkampf Einzel     | 81,233        | 23            | 80,298        | 22            | 22   |
| Casimir Schmidt                                                              | Barren               | 14,066        | 37            | ausgeschieden | ausgeschieden | 37   |
| Casimir Schmidt                                                              | Boden                | 13,700        | 32            | ausgeschieden | ausgeschieden | 32   |
| Casimir Schmidt                                                              | Pauschenpferd        | 13,300        | 37            | ausgeschieden | ausgeschieden | 37   |
| Casimir Schmidt                                                              | Reck                 | 13,366        | 34            | ausgeschieden | ausgeschieden | 34   |
| Casimir Schmidt                                                              | Ringe                | 13,766        | 20            | ausgeschieden | ausgeschieden | 20   |
| Casimir Schmidt                                                              | Sprung               | 14,150        | 13            | ausgeschieden | ausgeschieden | 13   |
| Casimir Schmidt                                                              | Mehrkampf Einzel     | 82,098        | 17            | 82,498        | 13            | 13   |
| Martijn de Veer                                                              | Boden                | 13,333        | 47            | ausgeschieden | ausgeschieden | 47   |
| Martijn de Veer                                                              | Reck                 | 13,466        | 29            | ausgeschieden | ausgeschieden | 29   |
| Martijn de Veer                                                              | Ringe                | 13,200        | 39            | ausgeschieden | ausgeschieden | 39   |
| Jermain Grünberg Loran de Munck Frank Rijken Casimir Schmidt Martijn de Veer | Mehrkampf Mannschaft | 247,295       | 10            | ausgeschieden | ausgeschieden | 10   |

### Volleyball
Die niederländischen Frauen qualifizierten sich über die Weltrangliste für die Olympischen Spiele.
| Wettbewerb      | Frauen |
| --------------- | --- |
| Athleten        | Sarah van Aalen Indy Baijens Britt Bongaerts Anne Buijs Nika Daalderop Elles Dambrink Marit Jasper Jolien Knollema Juliët Lohuis Celeste Plak Florien Reesink Eline Timmerman |
| P-Akkreditierte | Nova Marring |
| Trainer         | Felix Koslowski |
| Gruppenphase    | Türkei 2:3 (25:19, 25:19, 22:25, 22:25, 13:15) Italien 0:3 (27:29, 18:25, 19:25) Dominikanische Republik 1:3 (25:22, 21:25, 17:25, 26:28)                                     |
| Viertelfinale   | ausgeschieden |
| Halbfinale      | ausgeschieden |
| Finale          | ausgeschieden |
| Rang            | 10 |

### Wasserball
Durch den Titelgewinn bei den Weltmeisterschaften 2023 qualifizierten sich die Niederländerinnen für das olympische Turnier.
| Wettbewerb      | Frauen |
| --------------- | --- |
| Athletinnen     | Laura Aarts Iris Wolves Brigitte Sleeking Sabrina van der Sloot Maartje Keuning Simone van de Kraats Bente Rogge Vivian Sevenich Kitty-Lynn Joustra Lieke Rogge Lola Moolhuijzen Nina ten Broek Sarah Buis |
| Trainer         | Evangelos Doudesis |
| Gruppenphase    | Ungarn (10:8) China (15:11) Australien (14:15) Kanada (20:11) |
| Viertelfinale   | Italien (11:8) |
| Halbfinale      | Spanien (18:19) |
| Spiel um Bronze | Vereinigte Staaten (11:10) |
| Rang            | Bronze |

### Wasserspringen
Bei den Weltmeisterschaften 2024 wurde ein Quotenplatz für das Turmspringen der Frauen gewonnen.
| Athleten         | Wettbewerb        | Vorkampf | Vorkampf | Halbfinale | Halbfinale | Finale | Finale | Rang |
| Athleten         | Wettbewerb        | Punkte   | Rang     | Punkte     | Rang       | Punkte | Rang   | Rang |
| ---------------- | ----------------- | -------- | -------- | ---------- | ---------- | ------ | ------ | ---- |
| Frauen           |                   |          |          |            |            |        |        |      |
| Else Praasterink | Turmspringen 10 m | 281,60   | 15       | 292,80     | 12         | 250,35 | 12     | 12   |